# Mona Lisa accelerada
Mona Lisa accelerada (originalment Mona Lisa Overdrive), novel·la escrita per William Gibson el 1988, és la tercera part de la Trilogia de l'Sprawl (Neuromàntic, Comte Zero i Mona Lisa accelerada). Va rebre el Premi Aurora 1989.

## Argument
L'acció de la novel·la transcorre uns anys després de les històries explicades a Comte Zero. De la mateixa manera que en aquesta última, Gibson desenvolupa l'acció en tres trames paral·leles.
La primera d'elles és protagonitzada per Kumiko, una nena japonesa filla d'un cap de la Yakuza, la màfia japonesa que manipula gent i esdeveniments. Per temes de seguretat, la Kumiko és enviada a Anglaterra. Fins allà viatja acompanyada només d'una Intel·ligència Artificial què pren la forma hologràfica d'un noi, en Colin, que només pot veure la Kumiko. A Anglaterra viu a la casa d'un terratinent del seu pare i és custodiada per en Petal i per la Molly, una peculiar samurai de carrer que es caracteritza per la seva independència i les seves lents implantades als ulls. El personatge de Molly apareix al primer llibre de la Trilogia, Neuromàntic.
La segona història és la de la Mona Lisa, una jove prostituta què és contractada per una organització que valora molt la seva gran semblança amb l'Àngela Mitchell, actriu estrella del "simestim", una mena de cinema interactiu. L'Àngela Mitchell apareix a l'anterior llibre de la Trilogia, Comte Zero, quan era una nena.
L'última història es desenvolupa al voltant d'un grup de rodamons què viuen a una fàbrica abandonada construint estranyes màquines. Un personatge anomenat Kid Àfrica els porta un home en animació suspesa, connectat a un aparell de procedència desconeguda, perquè en tinguin cura d'ell. L'home és el Comte Zero, àlies de Bobby Newmark, que apareix al segon llibre de la Trilogia donant-li el títol.
A més de recuperar personatges com la Molly, l'Àngela Mitchell i el Comte Zero, l'autor també es retroba amb el Finlandès i Lady 3Jane Tessier-Ashpool, dos personatges recurrents i importants en tota la Trilogia de l'Sprawl.